# Montebello Vicentino
Montebello Vicentino (velenceiül Montebeło Visentin) település Olaszországban, Veneto régióban, Vicenza megyében. Lakosainak száma 6321 fő (2023. január 1.). Montebello Vicentino Gambellara, Lonigo, Montorso Vicentino, Sarego, Brendola, Montecchio Maggiore, Ronca és Zermeghedo községekkel határos.

## Népesség
A település népességének változása:
| Lakosok száma | 6551 | 6542 | 6321 |
|               | 2017 | 2018 | 2023 |